# Забајкалска Покрајина
Забајкалска Покрајина (рус. Забайка́льский край), незванично позната и само као Забајкаље (рус. Забайкалье), конститутивни је субјект Руске Федерације са статусом покрајине (краја) на простору југоисточног дела Сибира.
Административни центар покрајине је град Чита.
Покрајина је настала спајањем двије бивше области: Читинске области и Аге Бурјатије (1. март 2008). године.
Површина области је 431.500 km², где живи око 1,15 милиона људи.
Граничи се са Амурском и Иркутском области, републикама Бурјатијом и Јакутијом и има међудржавну границу с Кином и Монголијом.

## Етимологија
Покрајина носи име по географској области која се налази источно и југоисточно од Бајкалског језера, а које се назива Забајкаље. Забајкаље је шири појам од Забајкалске Покрајине, и осим ове покрајине, обухвата и целокупну територију Бурјатије, као и делове Иркутске области.
Област Забајкаље је добило име по Бајкалском језеру. Име језера Бајкал потиче од татарских речи баи -што значи богат и кул - језеро, што би значило „богато језеро“.

## Становништво
| 1989.     | 2002.     | 2010.     |
| --------- | --------- | --------- |
| 1,377,975 | 1,155,346 | 1,107,107 |

Број становника Забајкалске Покрајине је 1.107.107 (2010). Густина насељености је 2,6 стан./км², а удео градског становништва 63,4%.
Национални састав:
| Народ     | Број (%)         |
| --------- | ---------------- |
| Руси      | 977.400 (89,80%) |
| Бурјати   | 70.941 (6,8%)    |
| Украјинци | 6.743 (0,6%)     |